# Cień wiatrowy

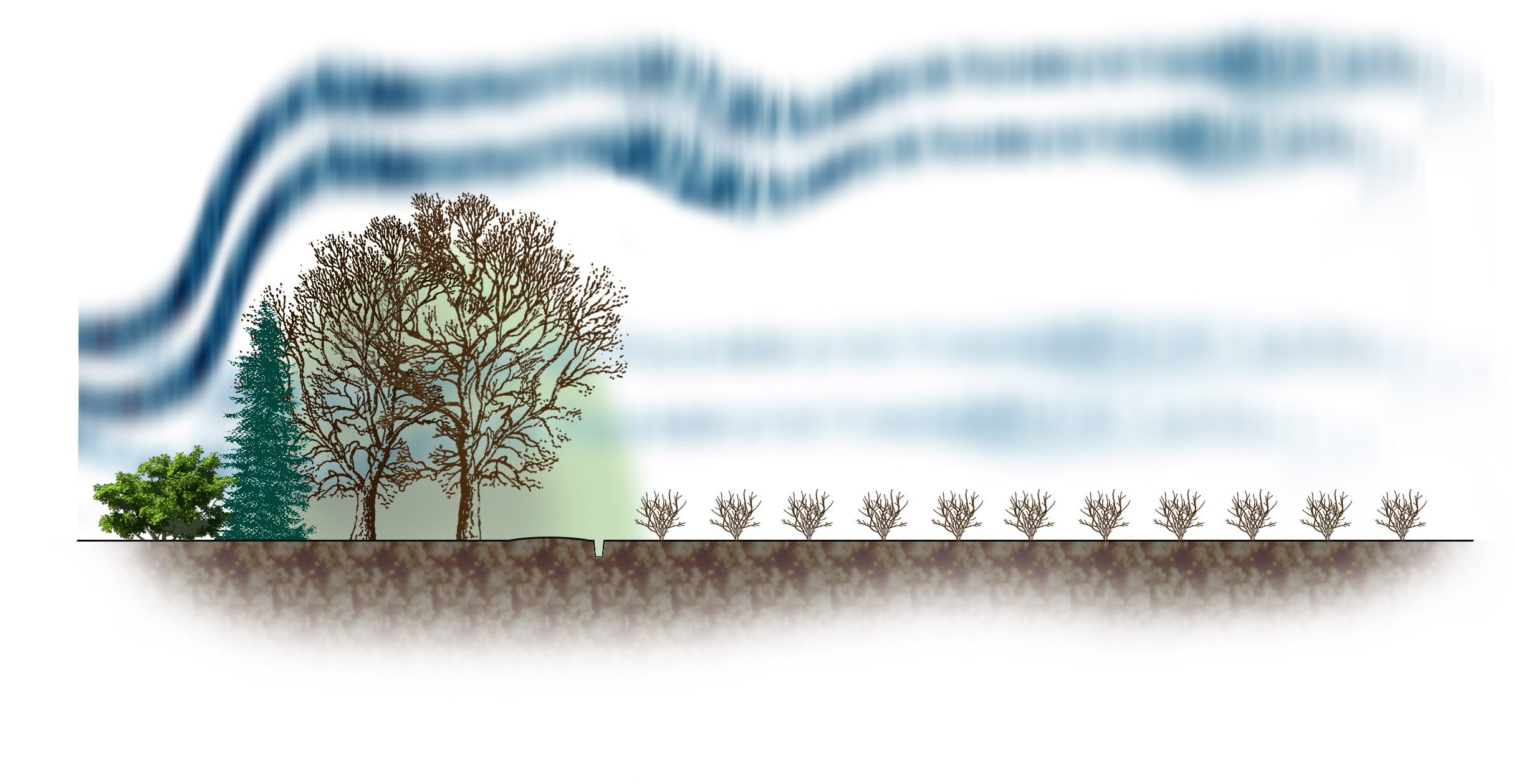
Cień wiatrowy za osłoną wiatrową z roślin.

Cień wiatrowy – zjawisko znacznego osłabienia wiatru za przeszkodą terenową, np. po stronie zawietrznej grzbietu górskiego, pojedynczej góry albo wzniesienia, a także budynku czy lasu.